# Nip/Tuck
 (août 2018).
Nip/Tuck est une série télévisée américaine en cent épisodes de 45 minutes, créée par Ryan Murphy et diffusée entre le 22 juillet 2003 au 3 mars 2010 sur FX.
Au Québec, la série est diffusée à partir du 5 juin 2004 à Séries+, en Suisse, depuis le 30 août 2004 sur TSR1, en France depuis le 22 septembre 2004 sur Paris Première et depuis le 21 janvier 2005 sur M6 et en Belgique sur Be 1 puis sur Plug RTL.

## Synopsis
Sean McNamara et Christian Troy sont deux chirurgiens esthétiques âgés d'une quarantaine d'années. Amis de longue date, ils possèdent une clinique à Miami dans laquelle ils reçoivent des patients de tous horizons. Les deux hommes jonglent avec une vie privée et professionnelle mouvementée, remplie d'événements inattendus.
Bien qu'étant amis, Sean et Christian ont des personnalités diamétralement opposées. Sean essaye d'agir de manière conforme à la morale, il aime sa femme même s'il ne le montre pas forcément et il cherche à préserver sa famille, quitte à agir avec maladresse ; par opposition, Christian utilise des moyens illégaux pour attirer des clientes vers la clinique et ne cesse d'avoir des liaisons temporaires, au risque de détruire la vie des autres.

## Fiche technique
- Titre original et français : Nip/Tuck
- Réalisation : Scott Brazil, Elodie Keene, Nelson McCormick, Michael M. Robin, Lawrence Trilling, Jamie Babbit, Ryan Murphy, Craig Zisk
- Scénario : Brad Falchuk, Lynnie Greene, Sean Jablonski, Richard Levine, Ryan Murphy, Jennifer Salt
- Musique : Jeffrey Cain, Cedric Lemoyne, James S. Levine, Conrad Pope, Todd Rundgren, Gregory Slay, Kathleen York, Rolling Stones, Gotan Project compositions originales
- Pays : Série américaine
- Format : 1:78.1 (couleurs, son Dolby numérique)
- Genre : Drame
- Durée de chaque épisode : 45 minutes environ
- Public : Déconseillé aux moins de 10, 12 ou 16 ans selon les épisodes.

## Distribution

### Acteurs principaux
- Dylan Walsh (VF : William Coryn) : Sean McNamara
- Julian McMahon (VF : Arnaud Arbessier) : Christian Troy
- Joely Richardson (VF : Laurence Dourlens) : Julia McNamara, puis Julia Noughton
- John Hensley (VF : Vincent Barazzoni) : Matt McNamara
- Roma Maffia (VF : Frédérique Cantrel) : Liz Cruz, puis Liz Troy (96 épisodes)
- Kelly Carlson (VF : Murielle Naigeon) : Kimber Henry, puis Kimber McNamara, puis Kimber Peters, et enfin Kimber Troy (82 épisodes)
- Valerie Cruz (VF : Emmanuèle Bondeville) : Grace Santiago (saison 1)
- Jessalyn Gilsig (VF : Rafaèle Moutier) : Gina Russo (saisons 1 à 5)
- Bruno Campos (VF : Guillaume Lebon) : Quentin Costa (saisons 2 et 3)

### Acteurs récurrents et invités
- Kelsey Lynn Batelaan (VF : Joséphine Ropion) : Annie McNamara
- Linda Klein (en) (VF : Élisabeth Fargeot) : infirmière Linda
- Robert Lasardo (VF : José Luccioni) : Escobar Gallardo (saisons 1, 2, 4, 6)
- Phillip Rhys (VF : Damien Boisseau) : Jude Sawyer (saisons 1, 2, 3)
- Ruth Williamson (VF : Marie Martine) : Mme Hedda Grubman (saisons 1, 2 et 4)
- Joey Slotnick (VF : Hervé Bellon) : Merrill Bobolit (saisons 1, 2 et 4)
- Julie Warner (VF : Blanche Ravalec) : Megan O'Hara (saisons 1, 2 et 4)
- Leslie Grossman (VF : Vanina Pradier) : Bliss Berger (saisons 1 et 5)
- Nancy Cassaro (VF : Marie Lenoir) : Suzanne Epstein (saisons 1 et 2)
- Andrew Leeds (VF : Tanguy Goasdoué) : Henry Shapiro (saisons 1 et 2)
- Jonathan Del Arco (VF : Gilles Laurent) : Sophia Lopez (saison 1, 2)
- Kate Mara (VF : Edwige Lemoine) : Vanessa (saison 1)
- Sophia Bush (VF : Barbara Delsol) : Ridley (saison 1)
- Aisha Tyler (VF : Odile Schmitt): Manya Mabika (saison 2)
- Famke Janssen (VF : Juliette Degenne) : Ava Moore (saisons 2, 3, 6)
- Rebecca Gayheart (VF : Nathalie Karsenti) : Natasha Charles (saisons 2 et 4)
- Vanessa Redgrave (VF : Nadine Alari) : Erica Noughton (saisons 2, 3 et 6)
- Joan Rivers (VF : Évelyn Séléna) : elle-même (saisons 2 et 3)
- Seth Gabel (VF : Alexandre Gillet) : Adrian Moore (saison 2)
- J. K. Simmons : Ike Connors (saison 2)
- Jeffrey Nordling (VF : Michel Dodane) : Roger (saison 2)
- Alec Baldwin (VF : Bernard Lanneau) : Dr Barrett Moore (saison 2)
- Rhona Mitra (VF : Barbara Tissier) : Kit McGraw (saison 3)
- Rebecca Metz : Abby Mays (saisons 3 et 4)
- Brittany Snow (VF : Philippa Roche) : Ariel Alderman (saison 3)
- Anne Heche (VF : Virginie Ledieu) : Nikki Moretti (saison 3)
- Bob Gunton (VF : Michel Modo) : Agent Sagamore (saison 3)
- Sandy Martin  : Helen Holden (saison 3)
- Tanner Richie (en) (VF : Olivier Podesta) : Austin Moretti (saison 3)
- Mitch Pileggi (VF : Jacques Albaret) : Dr Russell Marcus (saison 3)
- Kathy Baker (VF : Brigitte Morisan) : Gail Pollack (saison 3)
- Mario López (VF : Jérôme Rebbot) : Docteur Mike Hamoui (saison 4 & 6)
- Sanaa Lathan (VF : Pascale Vital) : Michelle Landau (saison 4)
- Rosie O'Donnell (VF : Brigitte Virtudes) : Dawn Budge (saisons 4 et 5)
- Larry Hagman (VF : Dominique Paturel) : Burt Landau (saison 4)
- Peter Dinklage (VF : Constantin Pappas) : Marlowe Sawyer (saison 4)
- Jacqueline Bisset (VF : Perrette Pradier) : James (saison 4)
- Brooke Shields (VF : Hélène Chanson) : Faith Wolper (saison 4)
- Alanis Morissette (VF : Guylène Ouvrard) : Poppy (saison 4)
- Catherine Deneuve (VF : elle-même) : Diana Lubey (saison 4)
- AnnaLynne McCord (VF : Aurélie Nollet) : Eden Lord (saison 5)
- Portia de Rossi (VF : Nathalie Régnier) : Olivia Lord (saison 5)
- Daphne Zuniga (VF : Déborah Perret) : Carly Summers (saison 5)
- Lauren Hutton (VF : Monique Nevers) : Fiona McNeil (saison 5)
- Oliver Platt (VF : Jean-Loup Horwitz) : Freddy Prune (saison 5)
- Paula Marshall (VF : Laura Blanc) : Kate Tinsley (saison 5)
- Bradley Cooper (VF : Damien Boisseau) : Aidan Stone (saison 5)
- Sharon Gless (VF : Michelle Bardollet) : Colleen Rose (saison 5)
- John Schneider (VF : Patrick Béthune) : Ram Peters (saison 5)
- Maggie Siff (VF : Cathy Diraison) : Rachel Ben Natan (saison 5)
- Richard Burgi (VF : Bernard Lanneau) : Logan Taper (saison 5)
- Katee Sackhoff (VF : Ariane Deviègue) : Dr Theodora « Teddy » Rowe #1 (saison 5)
- Rose McGowan (VF : Véronique Soufflet) : Dr Theodora « Teddy » Rowe #2 (saison 6)
- George Newbern (VF : Emmanuel Jacomy) : Dr Curtis Ryerson (saison 6)
- Melonie Diaz (VF : Audrey Sablé) : Ramona Perez (saison 6)
- Robert Davi : Le père de Christian (saison 6)
- Melanie Griffith (VF : Dorothée Jemma) : Brandie Henry, la mère de Kimber (saison 6)
- Mini Anden : Willow Banks (saison 6)

Version française
- Société de doublage : Studio SOFI (saison 1 à 5 (1re partie)) et TVS (saison 5 (2e partie) et 6)
- Direction artistique : Michel Bedetti, Blanche Ravalec, Érik Colin, Antoine Nouel (saison 1 à 5) et Philippe Chatriot (saison 1 à 6)
- Adaptation des dialogues : Armelle Castille, Jacques Dualliac, Jérémy Etchegoyen et Olivier Lips

 Source et légende : version française (VF) sur RS Doublage

## Épisodes

### Première saison
La première saison est riche en événements. On y découvre les personnages principaux de la série à travers leurs (més)aventures. Sean, marié et père de deux enfants (Matt et Annie), traverse une grave crise conjugale avec son épouse Julia et doit faire face à la crise d'adolescence particulièrement difficile de leur fils ; quant à Christian, célibataire endurci et séducteur sans scrupules, il doit faire face au vide sidéral de son existence.
Là où Sean semble être un père attentif, un bon mari et un médecin consciencieux, on découvre qu'il délaisse sa vie de famille au profit de son travail et qu'il ne montre pas beaucoup d'affection pour son épouse. Il va avoir une aventure amoureuse avec une patiente atteinte d'un cancer, Megan O'Hara. Après la mort de celle-ci, Julia (qui assistera aux obsèques avec Sean) comprendra que son mari avait une liaison très sérieuse avec cette femme. Cette liaison portera également atteinte à la clinique, puisque Sean abandonnera son test d'aptitude pour cause d'hallucinations. En effet, malgré son talent incontestable dans le domaine de la chirurgie esthétique, Sean commettra des erreurs. Ainsi, il oubliera une pince dans le ventre d'une de ses patientes, madame Grubman, qui en compensation demandera que toutes ses opérations de chirurgie esthétique soient entièrement prises en charge par la clinique.
Christian sert à tous l'image d'un homme qui possède tout ce qu'il veut et qui n'a besoin de personne. Il accumule les conquêtes et « torture » mentalement les femmes pour son propre plaisir ; il met également un point d'honneur à les rendre folles, surtout en ce qui concerne Kimber Henry, un mannequin, qui devient à son contact obsédée par la chirurgie esthétique. Finalement, il se lasse de Kimber et décide de l'échanger contre la voiture de sport de Merrill Bobolit, un concurrent. Au fond de lui, Christian est toujours amoureux de Julia, l'épouse de Sean, avec qui il a eu une liaison une vingtaine d'années auparavant, avant qu'elle ne soit avec son ami et futur associé.
La venue de Grace Santiago, psychologue engagée par Sean, va chambouler les habitudes de la clinique McNamara/Troy. Elle ne laissera aucun des deux médecins indifférent.
Sur les conseils de Grace, Christian se rendra à une réunion des dépendants sexuels anonymes, où il rencontrera Gina. Il couchera avec elle, brisant son abstinence, puis la jettera dehors. Gina reviendra quelques épisodes plus tard pour annoncer à Christian qu'elle est enceinte de lui. Dès lors, Christian essaiera de s'améliorer, de devenir un bon père pour Wilber, son futur fils, à défaut d'être un bon amant pour Gina (qu'il hait profondément) ; mais il a beau faire des efforts, le destin semble vouloir le garder tel qu'il est, à savoir un être cruel et aussi superficiel que les liftings qu'il fait à ses patientes. À cause de Christian, la clinique va également avoir de graves ennuis avec Escobar Gallardo, un gros trafiquant de drogue. Ce dernier use de chantage sur Sean et Christian, menaçant de révéler à la police le meurtre commis quelque temps plus tôt dans leur clinique, que ces derniers se sont évertués à camoufler. En échange, Escobar force les deux médecins à l'aider dans ses "activités".
Julia doit faire face à sa vie ratée. Elle qui se voyait médecin reste prisonnière de son rôle de mère au foyer. Elle décide néanmoins de reprendre ses études de médecine. Elle rencontre Jude, un jeune étudiant qui ne la laissera pas indifférente. Alors que son mariage bat de l'aile, Julia va faire un test ADN pour savoir si son fils Matt est effectivement l'enfant de Sean (ce dont elle n'a jamais été absolument sûre).
Matt, quant à lui, sera complètement à côté de la plaque du début à la fin et affrontera une auto-circoncision ratée, sa petite copine qui se révèle être lesbienne, un accident de voiture qui sera dramatique pour l'une de ses camarades de classe...
Au milieu de tout cela, Liz, l'anesthésiste lesbienne de la clinique McNamara/Troy, va apporter ses jugements, ses critiques et ses observations, constituant un personnage équilibrant face à ces deux monstres d'auto-destruction que sont Sean et Christian. Elle est un peu la voix de la sagesse de la clinique.

### Deuxième saison
Christian sait désormais qu'il n'est pas le père de Wilber, le fils de Gina : son véritable père est James Sutherland, l'un des nombreux autres amants de passage de Gina. Christian décide néanmoins de s'occuper de l'enfant, conjointement avec Gina (bien que n'étant pas en couple avec elle) et ne tarde pas à s'attacher à lui. C'est compter sans la présence de James, qui va essayer de leur en soustraire la garde.
Sean apprend que Matt, le fils de son épouse Julia, n'est pas de lui : son véritable père est son meilleur ami, Christian. Cette découverte porte un coup fatal au couple de Sean et fissure pour quelque temps son amitié avec Christian.
Julia, dépressive, se sépare de Sean et passe très près de la mort. Elle voit arriver le désastre qu'incarne sa mère, Erica Noughton, une femme accomplie, mais envahissante, égoïste et effroyablement imbue d'elle-même.
Liz, qui désire être mère, décide de recourir à l'insémination artificielle. Christian lui propose de lui servir de donneur de sperme, ce qu'elle accepte, mais la grossesse se finira tragiquement.
Mais la véritable épreuve dans cette saison, c'est la diabolique Ava Moore. D'abord coach personnel de Julia, elle devient ensuite la maîtresse du jeune Matt. Elle se révèlera malsaine et manipulatrice, aussi bien avec Matt qu'avec son fils adoptif, Adrian. Cependant, cette femme recèle bien des secrets, et pas des moindres...
D'autres événements viendront bousculer le quotidien du cabinet McNamara/Troy. Ainsi, Christian va se sentir attiré par la beauté intérieure d'une femme aveugle ; le Découpeur, un violeur masqué qui défigure ses victimes, va s'en prendre à nos deux chirurgiens ; Merrill Bobolit, déchu, est devenu un minable toxico, ce qui ne l'empêche pas de continuer à (mal) faire son travail dans une arrière salle d'une boutique de manucure...; Kimber, devenue productrice star du porno, va séduire Sean...

### Troisième saison
La saison démarre sur un coup de théâtre. Christian, agressé par le Découpeur, avoue avoir été violé en plus d'avoir été défiguré. Il va s'ensuivre une remise en question totale de son existence. C'est ainsi qu'il va demander à Kimber de l'épouser. Kimber finit par accepter, mais le jour J Christian ne verra pas Kimber arriver au bras de Sean.
Sean propose à un jeune chirurgien, Quentin Costa, de devenir momentanément l'associé de la clinique McNamara/Troy. Ce dernier accepte, mais il s'avère par la suite qu'il n'est pas aussi propre sur lui que Sean l'avait cru.
À l'instar de Christian (qui est persuadé que Kimber l'a abandonné) Sean va être amené à se remettre en question. Désormais divorcé de Julia et las de son travail à la clinique McNamara/Troy, il va vouloir changer de vie. C'est ainsi qu'il va abandonner pour quelque temps la clinique (dont il laisse les rênes à Christian et Quentin) et va décider de s'engager dans une relation sérieuse avec Nikki Moretti, une jeune mère poursuivie par la mafia, dont il a refait le visage. Néanmoins, tirer un trait sur son passé s'avèrera pour lui beaucoup plus difficile qu'il ne l'avait imaginé.
Le Découpeur continue de violer et de défigurer sans relâche différentes personnes. Plusieurs membres de la clinique McNamara/Troy vont être successivement soupçonnés d'être le psychopathe. Kit MacGraw, une détective chargée de le retrouver, va par ailleurs causer bien du tort à la clinique.
Julia, désormais indépendante et décidée à devenir une femme accomplie, va ouvrir le Spa de la Mer, une clinique de remise en forme qu'elle va créer avec Gina, devenue séropositive, et Liz, débauchée de McNamara/Troy.
Matt n'arrive pas à se remettre de la liaison qu'il a eu avec Ava Moore. Déboussolé, il sort avec une jeune fille dont la famille est nazie, avant d'avoir une aventure avec une personne trans. Tout cela sans compter d'autres événements : Erica, la mère de Julia, est victime d'un crash aérien, Christian retrouve sa mère biologique et découvre qu'il est le résultat d'un viol, Julia est à nouveau enceinte.

### Quatrième saison
Christian, désormais séparé de Kimber, souffre d'un grand vide affectif. Il décide de consulter une psychiatre, Faith Wolper, qui émet l'idée selon laquelle il serait inconsciemment amoureux de Sean. Dès lors, Christian craint d'éprouver effectivement une attirance homosexuelle pour son ami et associé. Quant à Faith, elle éprouve bientôt une attirance obsessionnelle pour Christian et s'avère une fine manipulatrice.
Sean et Christian deviennent les employés de Burt Landau, un vieil homme d'affaires richissime qui a racheté leur clinique. Christian tombe amoureux de Michelle, la jeune épouse de Burt, avec laquelle il va avoir une liaison. Mais il ignore qu'elle a été membre d'un réseau bien spécial puisque James, qui au début semble n'être qu'une simple proxénète, l'oblige à participer à un trafic d'organes ; Liz en fera d'ailleurs les frais.
Sean et Julia vivent à nouveau ensemble et projettent de se remarier. Julia décide de vendre ses parts du Spa de la mer puis accouche du petit Conor, le deuxième enfant de Sean. L'enfant souffre d'une malformation très rare des mains, à laquelle son père va essayer de remédier. Cette opération va être au centre d'une nouvelle crise conjugale entre Sean et Julia.
Kimber est devenue une adepte de la scientologie. Elle encourage Matt, alors dépressif, à venir rejoindre sa secte. Les parents de Matt vont essayer de l'arracher de l'emprise de la scientologie et de Kimber. Cela sera d'autant plus difficile que Matt va tomber amoureux de Kimber, qui finira par être enceinte de lui et par l'épouser.
Christian s'apprête ainsi à devenir grand-père en même temps qu'il redevient père. En effet, le père et la belle-mère de Wilber (le fils de Gina) meurent soudainement dans un accident de voiture ; Christian devient ainsi le tuteur légal de l'enfant, alors que Gina n'a toujours pas le droit de s'occuper de lui. Cette dernière supporte mal le fait d'être laissée à l'écart, tandis que Christian découvre les joies de la paternité.
Liz rencontre Poppy, une lesbienne dont elle tombe amoureuse et avec qui elle entame une liaison. Mais Poppy trouve que Liz est laide et l'incite à recourir à la chirurgie esthétique.
Escobar Gallardo, en prison depuis la fin de la saison 1, est victime d'une agression et se retrouve avec le visage brûlé. Grâce à un chantage, il oblige Sean et Christian à l'opérer. Il s'avère ensuite que tout cela n'est qu'une mise en scène qu'Escobar a imaginée pour s'évader.

### Cinquième saison
Sean (divorcé pour la deuxième fois de Julia) et Christian ont déménagé leur clinique à Los Angeles, ville qui apparaît encore plus superficielle que Miami, suivis par leurs fidèles employées Liz et Linda, ainsi que par Wilber, le fils adoptif de Christian.
Cependant, les deux chirurgiens peinent à faire connaître leur clinique. Afin de promouvoir leurs services, ils se font embaucher comme conseillers techniques sur le tournage d'une série télévisée médicale, Cœurs et Scalpels. Cette initiative fonctionne : en plus d'être conseiller technique, Sean décroche un rôle d'acteur récurrent dans la série et devient une vedette de la télévision, ce qui fait office de publicité pour la clinique McNamara/Troy. Sean devient ainsi l'un des chirurgiens plasticiens les plus célèbres de L.A., mais Christian se sent laissé pour compte, lui qui était plus apprécié que Sean à Miami. Christian va donc entrer en compétition avec son associé pour savoir lequel d'entre eux sera le plus célèbre : afin de se faire connaître, il va, entre autres, participer à une séance photo de nu pour un magazine pour hommes, avant de pratiquer une opération chirurgicale révolutionnaire censée lui apporter gloire et renommée. De son côté, Sean découvrira les inconvénients de la célébrité : les vautours qui cherchent à profiter de sa notoriété (Colleen Rose, son agent artistique, n'est pas la grande professionnelle qu'elle prétend être), les critiques acerbes envers sa prestation d'acteur, les paparazzis qui s'immiscent dans sa vie privée.
Julia s'installe à son tour à Los Angeles, avec ses enfants Annie et Conor. Elle vit désormais avec une femme, Olivia Lord. La nouvelle selon laquelle Julia est lesbienne est plus ou moins bien acceptée par nos deux chirurgiens et par Liz, qui pense que Julia « fait du tourisme » (qu'elle n'est pas vraiment lesbienne, mais qu'elle croit l'être, ayant été maintes fois déçue par les hommes). Effectivement, alors que le couple d'Olivia et Julia bat de l'aile, Christian en profite pour devenir l'amant de cette dernière. Sean découvre la vérité et accepte mal la situation, lui qui est toujours amoureux de Julia. Pour court-circuiter la relation entre Julia et Christian, Sean embauche Gina comme nouvelle standardiste de la clinique, en espérant qu'elle mette sérieusement à l'épreuve la fidélité de son associé...
Eden Lord, la fille d'Olivia, voit d'un très mauvais œil la mise en couple de sa mère avec Julia. Cette jeune fille de 18 ans va chercher à séparer le nouveau couple et à détruire intégralement la famille McNamara. Ainsi, elle va chercher à transmettre à la petite Annie son obsession de la perfection physique et lui apprendre à se faire vomir. Elle va aussi tenter de séduire Sean, qui est tout sauf indifférent à ses charmes, et ira jusqu'à essayer d'assassiner Julia.
Kimber et Matt ont quitté l'Église de Scientologie avec leur fille, Jenna. Ce n'était que pour mieux tomber dans une autre galère : la drogue. Tous deux se sont transformés en junkies. À court d'argent, Matt et Kimber vont tout faire pour garantir leur dose quotidienne ainsi qu'un minimum de confort pour Jenna et pour eux-mêmes, Kimber allant jusqu'à se prostituer. Par la suite, Kimber décide d'abandonner Matt, emmenant Jenna avec elle, pour s'installer chez son ancien producteur de films pornographiques, Ram Peters. Kimber parvient alors à sortir de la toxicomanie et fait son retour dans l'industrie du X. Elle décide bientôt de prendre sous son aile une actrice porno débutante : Eden Lord...
À la suite de sa rupture avec Kimber, Matt a un grave accident et échappe de peu à la mort. Il parvient toutefois à remonter la pente, mais il connaîtra d'autres déceptions amoureuses, d'abord avec Rachel Ben Natan, une jeune femme atrocement défigurée, puis avec Emme Lowell, une patiente de la clinique McNamara/Troy, avec qui il se découvrira un lien de parenté...
Cette saison prend une autre tournure quand Christian apprend qu'il est atteint d'un cancer du sein. Liz lui apporte un soutien constant dans cette épreuve. Les relations entre la lesbienne assumée et l'hétérosexuel pur et dur vont considérablement évoluer, au point que Christian, se sentant condamné par la maladie, demandera Liz en mariage. Parallèlement, Sean engage une nouvelle anesthésiste, Teddy Rowe, une jeune femme fantasque au passé mystérieux...

### Sixième saison
Maintenant que ses jours ne sont plus en danger, Christian essaye de se séparer de son épouse Liz : en effet, son contrat de mariage ne lui permet pas de récupérer tous ses biens après leur divorce. Sean vit mal le départ de Julia, qui vit maintenant avec ses enfants à New York. Voulant refaire sa vie, il épouse Teddy, l'anesthésiste, qui s'avèrera être une tueuse en série. Lors d'une nuit de camping, Teddy essaye de tuer Sean et ses enfants au gaz, afin de toucher son assurance-vie. Mais cette nuit-là, Teddy trouve sur son chemin un autre campeur encore plus dérangé qu'elle qui la découpe en morceaux.
Kimber fréquente le docteur Mike Hamoui, concurrent, mais aussi partenaire du cabinet McNamara/Troy : la crise étant passée par là, Sean et Christian s'associent avec Mike, qui est un spécialiste de la reconstruction vaginale.
Matt essaye de faire carrière comme mime. Acculé par le besoin d'argent, il décide ensuite de commettre plusieurs braquages, toujours déguisé en mime. Il est finalement arrêté et emprisonné. Derrière les barreaux, il a une vie difficile, mais va sortir en conditionnelle, après que ses deux pères acceptent d'opérer un condamné à mort.
La mère de Julia, Erica, totalement épanouie, a épousé un homme plus jeune, Renaldo et prétend être plus heureuse que jamais. Estimant qu'Annie et Conor, les enfants de Sean et Julia, vivent dans un environnement malsain (Annie s'arrachant même les cheveux pour les manger ensuite), elle en réclame la garde. Elle finira par renoncer, après avoir découvert que Renaldo est pédophile. Julia trouve ensuite une solution pour se débarrasser définitivement de sa mère : elle fait en sorte qu'elle soit arrêtée à l'aéroport avec de la drogue dans son sac.
Sean voit réapparaître dans sa vie son frère, Brendan. Ancien toxicomane, Brendan demande à Sean de lui enlever les cicatrices que la drogue a laissées sur son visage. Christian voit d'un mauvais œil le retour de Brendan et va manigancer pour séparer définitivement les deux frères.
Christian et Kimber se rapprochent à nouveau l'un de l'autre, car ils sont mutuellement attirés par leurs personnalités malsaines. Kimber tombe enceinte de Christian. Refusant d'avoir un enfant, Christian propose à Kimber un marché : soit elle avorte et il l'épouse, soit elle garde l'enfant et devra renoncer au mariage. Kimber décide d'avorter, mais l'intervention se passe mal : elle ne pourra plus jamais avoir d'enfant. Kimber épouse ensuite Christian.
Sean et Christian reçoivent un prix de l'université de Miami pour leur travail, mais Sean s'en moque et aimerait faire de l'humanitaire avec un de leurs anciens camarades, Curtis. Sean surprend le directeur remercier Christian pour sa donation et comprend alors pourquoi deux chirurgiens plasticiens ont reçu ces distinctions. Il s’énerve contre Christian, qu'il accuse d'avoir ruiné sa vie, en l’empêchant d’aller à Harvard et ainsi de mener la vie qu’il souhaitait. Christian n’est pas d’accord et lui dit que c'est lui-même qui a ruiné sa vie. Ne supportant plus toutes les irresponsabilités de Christian, alors qu’il est un homme marié (il est responsable d'un autre avortement, par exemple), Sean et Kimber commencent une liaison et continuent de se voir en cachette. Christian finit par lui avouer qu’elle mérite mieux que lui, et décide de finir son mariage. Kimber n’est pas d’accord, mais Christian ne lui laisse pas le choix. Déprimée et voyant qu'elle ne peut vivre avec ou sans Christian, Kimber se suicide.
Les relations entre Sean et Christian atteignent leur point de non-retour quand, à cause de Christian, les deux chirurgiens se retrouvent à nouveau avec un cadavre sur les bras, cadavre dont ils vont devoir se débarrasser. Sean envisage alors un temps de quitter la clinique pour se tourner vers l'action humanitaire et la chirurgie réparatrice aux côtés de Curtis, mais le projet tourne court. Sean se retrouve ainsi contraint de rester travailler aux côtés de Christian, qu'il a de plus en plus de mal à supporter. Sean accepte ensuite de servir de donneur de sperme à Liz, qui n'a pas abandonné l'idée d'avoir un enfant. Toutefois, il va rapidement le regretter, d'autant que Liz veut élever leur enfant seule.
Liz trouvera un instant l'amour, avec une femme, vendeuse de produits médicaux, mais étant gênée, cette femme retournera vers son mari, car elle n'est pas capable d'assumer son homosexualité. De son côté, Matt se trouve une nouvelle copine, Ramona, avec qui il envisage de se marier, mais il la laissera tomber devant l'autel pour aller retrouver son ex, la manipulatrice Ava Moore.
Ava, qui veut à tout prix avoir un enfant, a enlevé un bébé roumain, Raphaël, dans un orphelinat, mais l'enfant a des cicatrices sur le visage ; Christian accepte de soigner l'enfant à condition qu'Ava quitte définitivement Matt. Ava accepte, mais après avoir appris que Raphaël ne pourra pas être débarrassé de ses cicatrices avant longtemps, Ava décide de l'abandonner à Sean. Alors qu'Ava est à l'aéroport, Matt la rejoint à la dernière minute en compagnie de sa fille, la petite Jenna. N'ayant pas d'autre solution pour avoir un enfant "parfait", Ava accepte ou fait semblant de accepter de partir avec Matt, pour qu'elle puisse à ses côtés élever Jenna comme sa propre fille.
Julia retourne à Los Angeles. Elle est fiancée avec un homme qu'elle a rencontré en Angleterre et elle veut partir vivre avec ses enfants à Londres, à ses côtés. Sean cédera malgré lui, mais pour lui, Julia compte beaucoup, tout comme Christian, qui n'en reste pas moins hanté par la mort soudaine de Kimber. Finalement, c'est Christian qui choisit de mettre un terme à sa collaboration avec Sean, voyant que celui-ci est malheureux à ses côtés. Sean part ainsi en Roumanie avec le petit Raphaël, pour vivre une nouvelle vie. Christian travaillera désormais seul avec sa nouvelle associée : Liz Cruz, la clinique étant renommée pour l'occasion Troy/Cruz. Sean et Christian se séparent à l'aéroport et montrent ainsi les deux voies possibles pour vivre dans ce monde : la résignation ou l'illusion de l'espoir.

## Autour de la série

### Particularités
- Le titre, Nip/Tuck, à lire nip, tuck, signifie littéralement « inciser (to nip) et replier, rentrer, retendre (to tuck) », c'est l'action de la rhytidectomie (lifting).
- Les titres originaux des épisodes correspondent au nom de la personne opérée durant l'épisode.

### Audiences
- Après avoir été un véritable phénomène d'audimat[5], Nip/Tuck s'est terminé devant 1,88 million de téléspectateurs[6].

### Anecdotes
- Liz l'anesthésiste, le personnage joué par Roma Maffia devait s'appeler Liz Winters au départ ; c'est d'ailleurs comme tel qu'elle fut créditée pendant la saison 1. Le nom de Liz Cruz fut décidé et définitivement adopté à partir de la saison 2.

- Au départ, ce n'était pas Julian McMahon qui devait jouer le docteur Christian Troy. Le rôle avait été en effet retenu pour Bruno Campos (celui-là même qui joue le docteur Quentin Costa), et son personnage devait s'appeler Christian Vega. Cependant, Julian McMahon a finalement accepté le rôle, ce qui a fait changer le nom du personnage en Troy pour avoir une consonance moins hispanique.

- Roma Maffia et Julian McMahon avaient joué ensemble dans la série profiler en 1996 à 2000.

### Cas adaptés de faits réels
- Le patient principal du dernier épisode de la saison 1 (Escobar Gallardo) s'inspire de faits réels. En juillet 1997, Amado Carrillo Fuentes, l'un des plus puissants trafiquants de drogue, meurt sur la table d'opération alors qu'il avait demandé plusieurs opérations faciales (ainsi qu'une importante liposuccion) afin qu'on ne puisse plus jamais le reconnaître.

- Les sœurs siamoises qui apparaissent dans l'épisode 9 de la saison 2 (Rose & Raven Rosenberg) sont jouées par de vraies sœurs siamoises, Lori et George Schappell. Ces deux sœurs n'en étaient pas à leur première apparition télévisée ; en effet, elles ont tourné plusieurs documentaires sur leurs vies, et ont même fait une apparition au Jerry Springer Show (un talk-show américain). À noter que George Schappell est aussi une chanteuse de country connue sous le nom de Reba Schappell. Elle a gagné en 1997 le L.A. Music Award for Best New Country Artist, un prix récompensant les nouveaux chanteurs de country. Ce même épisode s'inspire de fait réels, à savoir la séparation en 2000 de deux sœurs siamoises reliées par le crâne, Gracie & Rosie Attard, opération à laquelle Rosie n'a pas survécu[7].

- L'histoire du patient de l'épisode 10 de la saison 2 (Kimber Henry), un écrivain homme cisgenre qui décide de se faire poser des implants mammaires dans le but de tenir un sujet pour un nouveau roman, s'inspire de l'histoire du canadien Brian Zembic (en)[8]. En 2000, cet homme s'est fait poser des implants mammaires afin de gagner un pari à 100 000 $. Cependant, contrairement au personnage de l'épisode, Zembic gardera ses seins.

- Le premier épisode de la saison 3 (Momma Boone, où l'on prend connaissance d'une patiente obèse qui a « fusionné » avec son canapé après y être restée plusieurs années), s'inspire, lui aussi, de faits réels[9]. Gayle Laverne Grinds a passé six ans sur son canapé sans jamais en bouger. La saleté, la sueur et les excréments de six années ont fait fusionner la peau de cette femme obèse avec le tissu de son canapé. Elle est morte en 2004 aux urgences, toujours sur son canapé, alors que les médecins essayaient de la décoller chirurgicalement. L'odeur qui se dégageait d'elle était si nauséabonde que le personnel a ouvert en grand toutes les fenêtres de l'endroit et que tout le monde devait porter un masque et des gants, ainsi qu'une blouse. L'homme qui vivait avec elle, Herman Thomas, s'occupait d'elle et lui apportait à manger. Cependant, même s'il essayait parfois de la faire se lever, il n'y arrivait jamais. Il n'a pas été poursuivi en justice, même s'il a fait l'objet d'une enquête pour négligence. Les voisins ont, par ailleurs, découvert en même temps que les services de police et de santé qu'une femme habitait dans la maison de Thomas.

- La patiente de l'épisode 12 de la saison 5 (Lulu Grandiron) s'inspire de Jocelyne Wildenstein, une célébrité qui est surtout connue pour avoir abusé de la chirurgie esthétique, et notamment dans le but de remodeler son visage pour le faire ressembler à celui d'un félin.

- Le vingtième épisode de la saison 5 (Budi Sabri) est aussi inspiré de la réalité[10],[11],[12], et plus précisément du cas de Dede Koswara, un villageois indonésien de 35 ans. Après une blessure au genou à l'âge de 15 ans, cet homme a vu des verrues géantes lui pousser sur tout le corps. La croissance de celles-ci prenait des proportions hallucinantes, au point de lui recouvrir la majeure partie du corps. Ces verrues étaient constituées de corne, et avaient la forme de racines d'arbre, si bien que ses extrémités et son corps finirent par se recouvrir d'écorce ; les verrues qui recouvraient ses mains avaient fini par former une masse d'une trentaine de centimètres de diamètre. Ce handicap, au delà de le faire souffrir atrocement, de mettre sa vie en danger et de le limiter gravement dans sa vie de tous les jours, l’a obligé à quitter ses emplois de pêcheur et d'ouvrier du bâtiment, et l’a amené à se faire embaucher comme monstre de foire dans un spectacle itinérant. De plus, sa femme avait fini par le quitter, le laissant seul avec ses trois enfants. Heureusement pour Dede, l'histoire se finit bien, car en 2007, il se fait remarquer dans une émission médicale diffusée par la chaîne Discovery Channel, et des médecins américains décident de prendre en charge son cas, de l’opérer à plusieurs reprises pour lui retirer ces "racines" et de le mettre sous traitement afin qu’il retrouve une vie normale. Selon eux, cette maladie extrêmement impressionnante est due à une déficience de son système immunitaire en raison d’une anomalie génétique rarissime qui empêche Dede de combattre efficacement le papillomavirus humain (HPV), une affection banale.

### Thèmes abordés
La série est célèbre notamment pour avoir abordé de nombreux sujets tabous.

## Récompenses
- Emmy Award 2004 : Meilleur maquillage pour l'épisode pilote
- Golden Globe Award 2005 : Meilleure série télévisée dramatique